# Стеліос Манолас
Стеліос Манолас (грец. Στέλιος Μανωλάς, нар. 13 липня 1961, Наксос) — грецький футболіст, що грав на позиції захисника. По завершенні ігрової кар'єри — футбольний тренер.
Протягом усієї кар'єри за клуб АЕК, а також національну збірну Греції.

## Клубна кар'єра
Народився 13 липня 1961 року в місті Наксос. Вихованець футбольної школи клубу АЕК.
3 лютого 1978 року Стеліос дебютував у першій команді у матчі проти «Касторії» (1:1) і швидко став основним гравцем оборони АЕКа, кольори якого і захищав протягом усієї своєї кар'єри гравця, що тривала цілих двадцять три роки. Останній матч провів у 2000 році проти «Ксанті». Він був капітаном «АЕК» протягом 19 років. Манолас був у списку інтересів у португальського «Порту» і французького «Монако», але він сказав: «я ніколи не покину клуб, тому що я люблю його, і я хочу провести тут всю свою кар'єру». Визнаний найбільшою легендою грецького «АЕК».

## Виступи за збірну
1982 року дебютував в офіційних матчах у складі національної збірної Греції. 
У складі збірної був учасником чемпіонату світу 1994 року у США.
Протягом кар'єри у національній команді, яка тривала 14 років, провів у формі головної команди країни 71 матч, забивши 6 голів.

## Кар'єра тренера
Після завершення своєї кар'єри футболіста Стеліос працював тренером молодіжної збірної Греції, після чого деякий час був технічним директором АЕКа, поки не пішов у відставку влітку 2009 року.
6 листопада 2012 року він став тренером клубу «Нікі» (Волос), проте вже наступного року покинув клуб.
Влітку 2014 року очолив молодіжну команду АЕКа, а в жовтні 2015 року, після відставки Траяноса Делласа, зайняв посаду в.о. головного тренера першої команди, поки того ж місяця не був призначений Густаво Поєт. Проте після звільнення уругвайського фахівця 19 квітня 2016 року, Манолас знову став виконувачем обов'язків першої команди і виграв з командою Кубок Греці 2015/16. Проте це не врятувало Маноласа і на наступний сезон головним тренером клубу був призначений Темурі Кецбая, а Стеліос повернувся до своїх обов'язків тренера «молодіжки».

## Досягнення

### Як гравця
- Чемпіон Греції: 1988-89, 1991-92, 1992-93, 1993-94
- Володар кубка Греції: 1982-83, 1995-96, 1996-97
- Володар Суперкубка Греції: 1989, 1996
- Володар Кубка грецької ліги: 1990

### Як тренера
- Володар кубка Греції: 2016

## Особисте життя
Його племінник, Костас Манолас, також футболіст і грав за АЕК та збірну Греції. Має сина Константіноса, що також виступає за АЕК.